# COROT
COROT (ang. Convection Rotation and Planetary Transits) – wspólna misja francuskiej agencji kosmicznej CNES i Europejskiej Agencji Kosmicznej. Jej głównym celem było poszukiwanie planet pozasłonecznych znacznie większych od Ziemi, choć już nie gazowych gigantów, znajdujących się w małych odległościach od gwiazdy. Dodatkowo asterosejsmolodzy używali instrumentu do obserwowania oscylacji gwiazd o charakterze akustycznym.
W skład urządzenia wchodził teleskop o 30-centymetrowej średnicy głównego zwierciadła i o ogniskowej 1,1 m. Pole widzenia teleskopu obejmowało kwadrat o wymiarach 2,8 × 2,8° (dwukrotnie mniejszy dla eksperymentów asterosejsmicznych).

## Przebieg misji
Satelita został wyniesiony na kołową orbitę polarną z kosmodromu Bajkonur 27 grudnia 2006 przez rakietę Sojuz 2. Taka orbita umożliwia naprzemienną obserwację dwóch dużych i umieszczonych po przeciwnych stronach nieba obszarów przez okres 150 dni każdy. Powodem konieczności obserwacji przeciwnie położonych obszarów jest to, że wskutek ruchu Ziemi wokół Słońca, po 150 dniach promienie słoneczne zaczynają zakłócać obserwacje. COROT wykonuje wtedy manewr obrotu o 180° i zaczyna obserwować przeciwny obszar nieba przez kolejne 150 dni. Pomiędzy 150-dniowymi „długimi cyklami” badawczymi istnieją też ok. 30-dniowe „krótkie cykle”, podczas których satelita obserwuje inne wycinki nieba dla programu asterosejsmicznego. Po awarii w marcu 2009, wskutek której COROT utracił połowę swego pola widzenia, „długie cykle” obserwacji uległy skróceniu w celu optymalizacji liczby obserwowanych gwiazd i wydajności wykrywania planet.
Czas trwania misji był początkowo planowany na 2,5 roku, jednak misja została przedłużona do 31 marca 2013, a następnie zadecydowano o przedłużeniu do 2016 roku. W listopadzie 2012 teleskop uległ jednak drugiej poważnej awarii, ponownie przechodząc przez obszar anomalii południowoatlantyckiej i od tamtej pory główny przyrząd naukowy nie odpowiadał na sygnały z Ziemi. Ostatecznie 26 czerwca 2013 roku zadecydowano o zakończeniu misji.

## Odkrycia
Satelita odkrył swoją pierwszą planetę COROT-1b w maju, a drugą COROT-2b w grudniu 2007. W lutym 2009 roku odkrył najmniejszą dotychczas znaną planetę pozasłoneczną, COROT-7 b. Do stycznia 2013 urządzenie odkryło 34 planety pozasłoneczne, 5 oczekuje na potwierdzenie, a dalszych kandydatek jest 200.
W starszych źródłach nazwy planet są podawane jako COROT-Exo-Nb, gdzie N jest numerem w kolejności odkrycia. Konwencja ta została zmieniona w marcu 2009.